# Jacob Clemens non Papa
Jacob (eller Jacques) Clemens non Papa, även kallad Jacobus Clement, född omkring 1510, död 1556, var en fransk-belgisk tonsättare.
Clemens non Papa verkade i Ypern och Diksmuide och anses som en av de främsta sångtonsättarna under sin tid. Han komponerade främst mässor, motetter och chansoner.